# District de Ghotki
Le district de Ghotki (en ourdou : ضلع گھوٹکی) est une subdivision administrative du nord de la province du Sind au Pakistan. Constitué autour de sa capitale Ghotki, le district est entouré par le district de Kashmore et la province du Pendjab au nord, l'Inde à l'est et le district de Sukkur au sud et à l'ouest.
Le district compte près de 1,8 million d'habitants en 2023. Il est relativement excentré et la population rurale vit surtout de l'agriculture. Largement peuplé de Sindis, c'est par ailleurs un fief politique du Parti du peuple pakistanais.

## Histoire

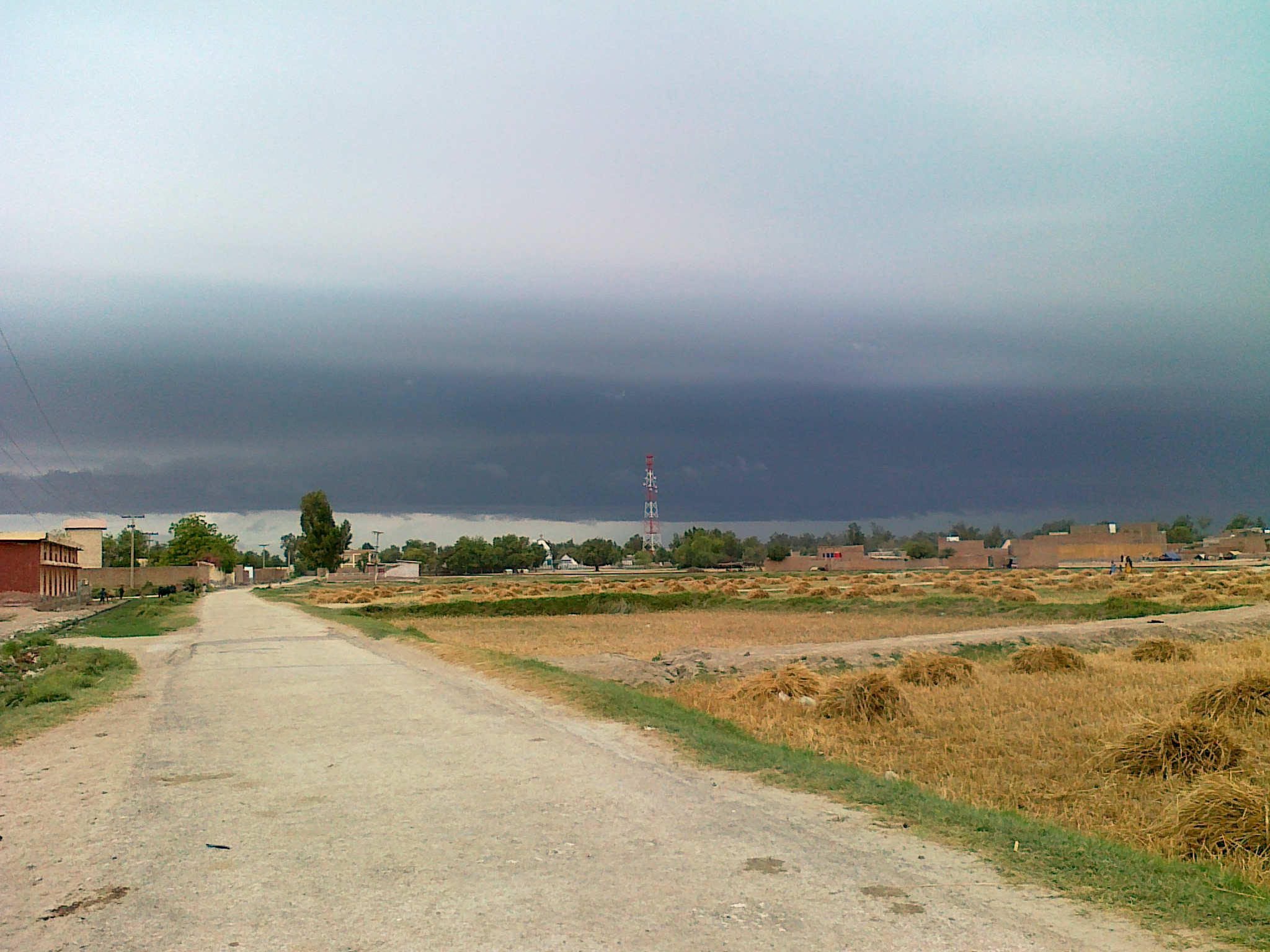
Wango, un village du district.

La région de Ghotki a été sous la domination de diverses puissances au cours de l'histoire, notamment le Sultanat de Delhi puis l'Empire moghol, avant d'être est intégrée au Raj britannique en 1858.
Lors de l'indépendance vis-à-vis de l'Inde en 1947, la population majoritairement musulmane soutient la création du Pakistan. Des hindous quittent alors la région pour rejoindre l'Inde, tandis que des migrants musulmans venus d'Inde s'y installent. Le district de Ghotki a été créé en 1983 en divisant le district de Sukkur.

## Démographie
Lors du recensement de 1998, la population du district a été évaluée à 970 549 personnes, dont environ 16 % d'urbains.
Le recensement suivant mené en 2017 pointe une population de 1 646 318 habitants, soit une croissance annuelle de 2,8 %, supérieure aux moyennes nationale et provinciale de 2,4 %. Le taux d'urbanisation augmente pour s'établir à 25 %. 
Selon le recensement de 2023, la population atteint 1 772 609 habitants, avec une urbanisation stable. Le district est essentiellement d'ethnie sindie, puisque près de 95,8 % de la population parle le sindhi, tandis qu'on trouve quelques minorités parlant ourdou (1,8 %).
Le district est majoritairement musulman, à 93,4 % environ en 2023. On y trouve une importante minorité hindoue, comptant pour 6,3 % de la population du district, ainsi qu'une petite minorité chrétienne de 3 650 fidèles.

## Administration

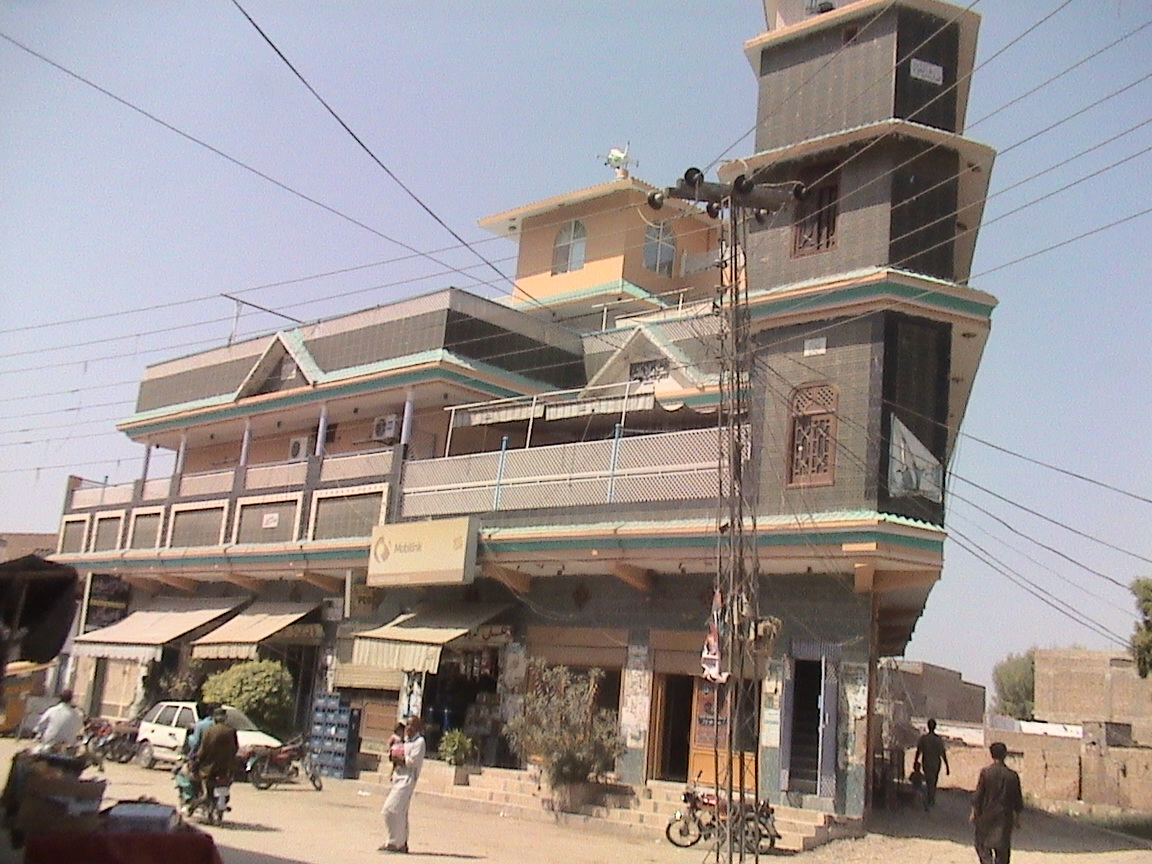
La ville de Ghotki.

Le district est divisé en cinq tehsils ainsi que 64 Union Councils.
| Tehsil         | Population (rec. 2023) |
| -------------- | ---------------------- |
| Daharki        | 335 145                |
| Ghotki         | 540 939                |
| Khangarh       | 162 318                |
| Mirpur Mathelo | 350 647                |
| Ubauro         | 383 560                |

Le district compte six villes en 2023. La plus importante est la capitale Ghotki, qui rassemble pourtant moins de 7 % de la population du district et 32 % de sa population urbaine.
| Ville          | Population (rec. 2023) |
| -------------- | ---------------------- |
| Ghotki         | 119 879                |
| Daharki        | 90 177                 |
| Mirpur Mathelo | 74 651                 |
| Ubauro         | 50 981                 |
| Khangarh       | 32 648                 |
| Adilpur        | 11 046                 |

## Économie et éducation

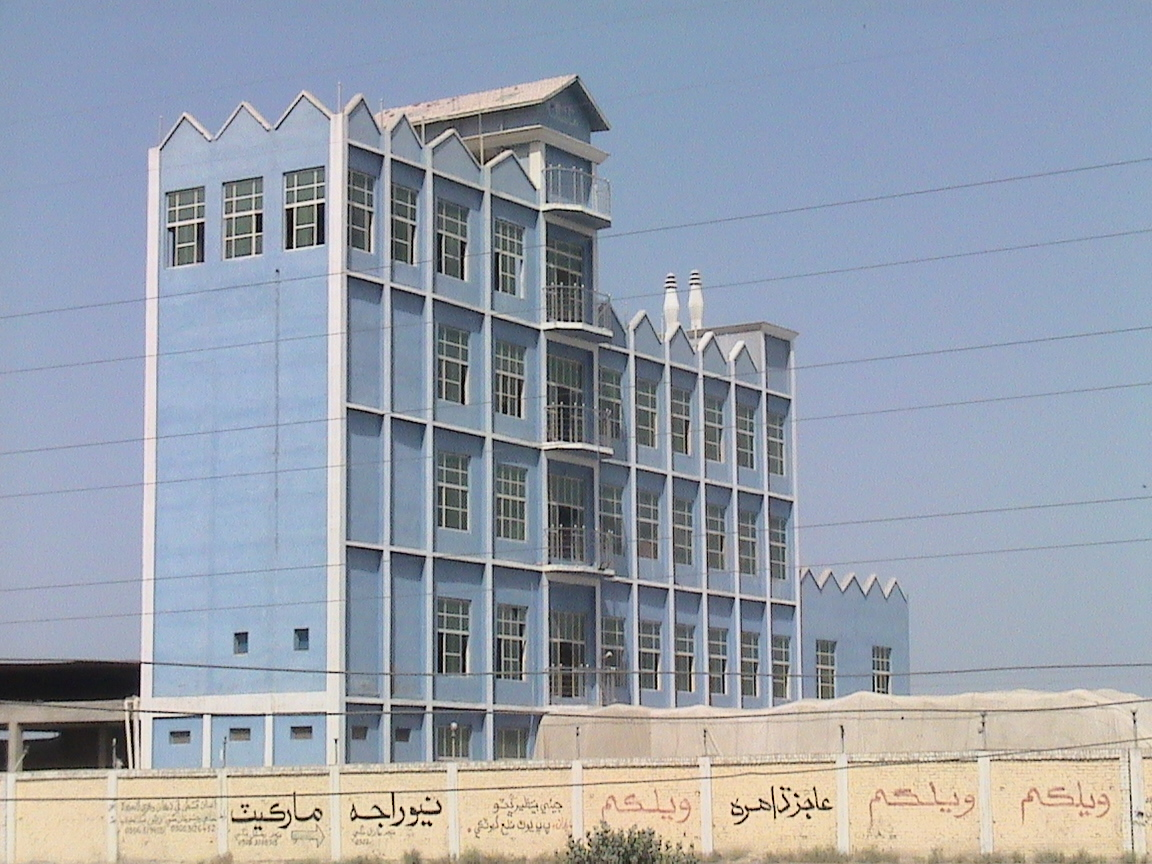
Fabrique de farine.

Le district de Ghotki est principalement rural et peu développé. La population vit surtout de l'agriculture et quelques activités annexes. Il est cependant plutôt bien desservi par les infrastructures de transports, la ville de Ghotki étant située sur la ligne de chemin de fer reliant Karachi à Lahore. Avec Ubauro, elle est aussi située sur la route nationale no 5.
En 1998, le taux d'alphabétisation était de 29 % environ, soit bien moins que les moyennes nationale et provinciale de 44 % et 45 % respectivement. Il se situait à 44 % pour les hommes et 12 % pour les femmes, soit un différentiel de 32 points, bien supérieur aux 20 points de la province du Sind. En 2023, ce taux monte à 41 %, dont 55 % pour les hommes et 26 % pour les femmes.
Selon un classement national de la qualité de l'éducation, le district se trouve bien en dessous de la médiane du pays, avec une note de 54 sur 100 et une égalité entre filles et garçons de 70 %. Il est classé 82e sur 141 districts au niveau des résultats scolaires et 83e sur 155 au niveau de la qualité des infrastructures des établissements du primaire.

## Politique
Entre 2002 et 2018, le district est représenté par les quatre circonscriptions no 5 à 8 à l'Assemblée provinciale du Sind. Lors des élections législatives de 2008, elles sont toutes remportées par des candidats du Parti du peuple pakistanais (PPP), et de même durant les élections législatives de 2013. À l'Assemblée nationale, il est représenté par les deux circonscriptions no 200 et 201. Lors des élections législatives de 2008, elles ont été toutes deux remportées des candidats du PPP, et de même durant les élections législatives de 2013.
À la suite de la réforme électorale de 2018, le district est représenté par les deux circonscriptions no 204 et 205 à l'Assemblée nationale ainsi que les quatre circonscriptions no 18 à 21 de l'Assemblée provinciale. Lors des élections législatives de 2018, le PPP est en net recul et ne remporte que la moitié des sièges du fait des performances de la Grande alliance démocratique et du Mouvement du Pakistan pour la justice.
Ghotki est également le fief politique de la tribu des Mahar, dont Ali Mohammad Mahar a été élu plusieurs fois dans le district et été ministre en chef du Sind et ministre fédéral.
| Parti                                        | Voix (provincial) | %       | Élus nationaux | Élus provinciaux |
| -------------------------------------------- | ----------------- | ------- | -------------- | ---------------- |
| Parti du peuple pakistanais                  | 129 579           | 36,58 % | 1              | 2                |
| Grande alliance démocratique                 | 83 598            | 23,60 % | 0              | 1                |
| Mouvement du Pakistan pour la justice        | 62 540            | 17,65 % | 0              | 1                |
| Muttahida Majlis-e-Amal                      | 49 600            | 14,00 % | 0              | 0                |
| Autres partis                                | 5 072             | 1,43 %  | 0              | 0                |
| Indépendants                                 | 23 869            | 6,74 %  | 1              | 0                |
| Total exprimés (participation : 54,52 %)     | 354 258           | 100 %   | 2              | 4                |
| Source : Commission électorale du Pakistan,. |                   |         |                |                  |